# Vexhi Buharaja
Vexhi Buharaja, född 12 maj 1920 i Berat, död 5 juli 1987, var en albansk akademiker, orientalist, epigrafist och översättare som förföljdes av osmaner och perserna under den kommunistiska regimen. Tack vare Buharaja kan material läsas på albanska i både från den nationella renässansen och Prizrenförbundet, liksom klassisk persisk litteratur. 
Han gick i skola i hemstaden Berat. Efter det fortsatte han sina studier vid General Madrasa i Tirana, där han tog examen 1940. Omedelbart efter examen, vid 20 års ålder, anställdes han i redaktionen på tidningen "Kultura Islame" ("Islamisk kultur"), en månatlig religiös, vetenskaplig, konstnärlig, litterär, organisation i Albaniens muslimska gemenskap i Tirana. 1944 lämnade han Tirana på grund av kriget men hans familj stannade i Berat. 
När kommunisterna kom till makten i november 1944 arbetade han i Berat som kontorist på Kulturhuset. 1946 fängslades han, anklagad för propaganda mot den kommunistiska regeringen i Albanien. Efter att han släppts från fängelset tvingades han till hårt fysiskt arbete. Han anställdes senare som lärare, undervisade i ryska och undervisade i fängelser. 
1965 började han vid Historiska Institutet i Tirana. Han samlade, översatte till albanska och transkriberade cirka 250 osmanska skrifter. På grundval av detta material skrev han studien med titeln "Turkisk-arabiska inskriptioner i vårt land som historiskt bevis", som han presenterade vid den andra vetenskapliga konferensen för albanologiska studier, som hölls i Tirana den 12 -18 januari 1968. I maj 1975 avskedades han från Historiska Institutet. 
Han dog i sin hemstad, Berat, den 5 juli 1987, 67 år gammal.